# Girardia longistriata
Girardia longistriata és una espècie de triclàdide dugèsid que habita l'aigua dolça de Colòmbia. Va ser descrita per Fuhrmann l'any 1912 i més tard, l'any 1980, va ser redescrita per Ball.
Els primers exemplars de G. longistriata van ser trobats a la laguna de Ubaque, al vessant oriental del páramo de Cruz Verde a una altitud de 2.112 metres, i a les ribes de la laguna de Pedro Palo, situada al vessant occidental de la sabana de Bogotá, a 2000 metres d'altitud.

## Morfologia
Els exemplars de G. longistriata fan uns 18 mm de longitud i entre 2,5 i 3 mm d'amplada. El cos és allargat i aplanat dorsoventralment. El cap és de forma triangular i s'estreta lleugerament darrere les aurícules.